# Oscar Bardi de Fourtou

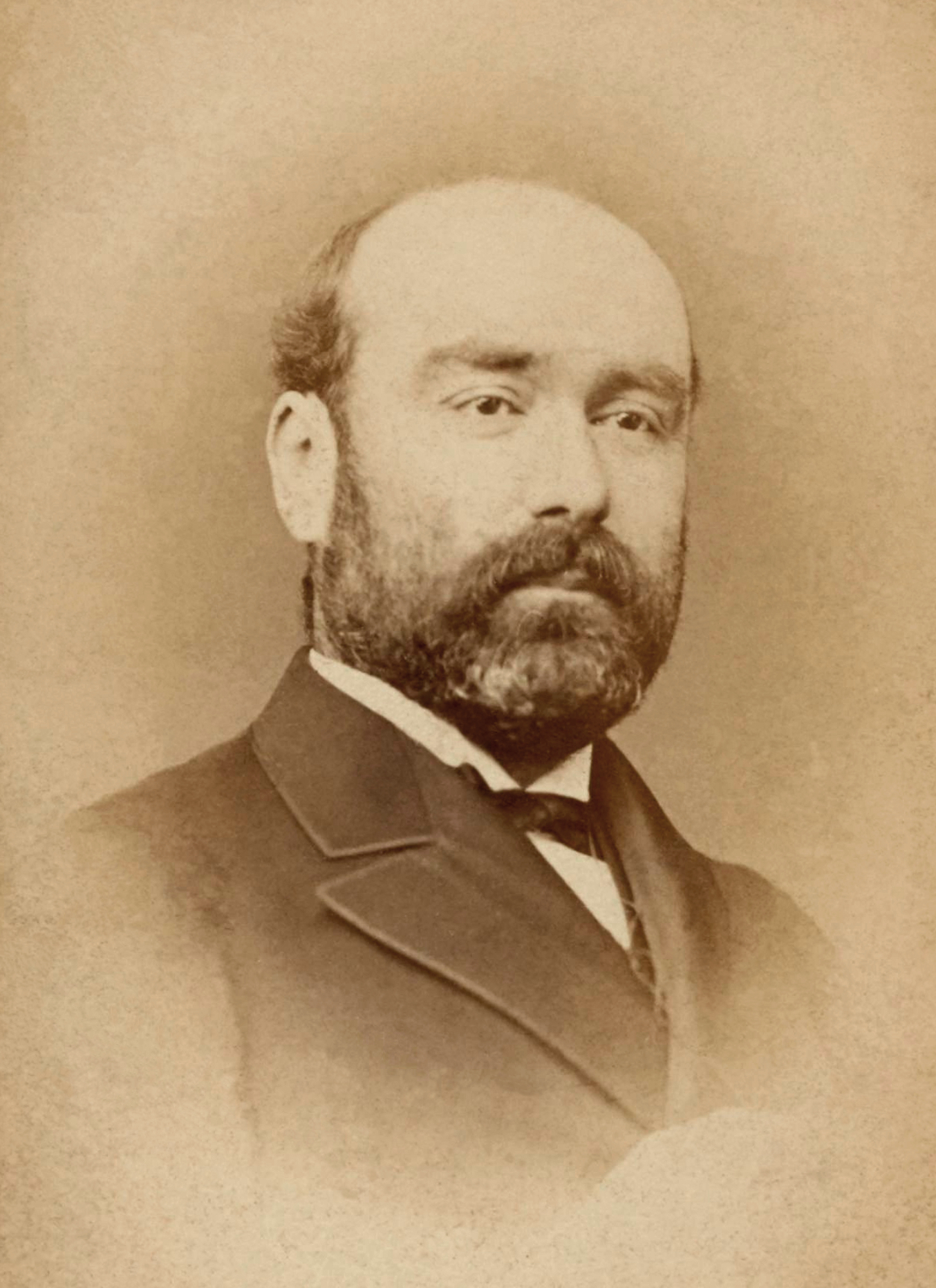
Oscar Bardi de Fourtou

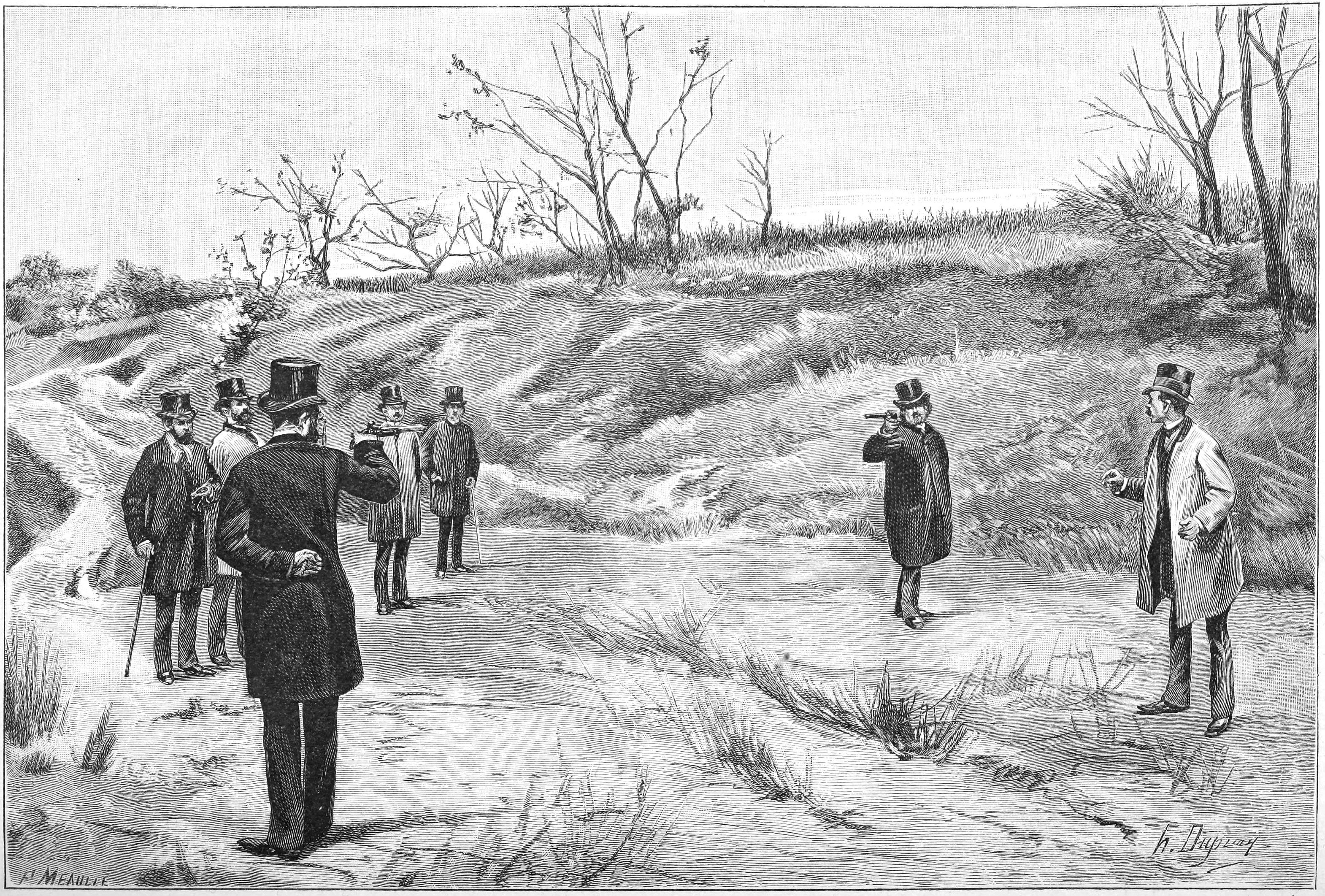
Duell zwischen Léon Gambetta und Oscar Bardi de Fourtou

Marie François Oscar Bardi de Fourtou (* 3. Januar 1836 in Ribérac, Département Dordogne; † 6. Dezember 1897 in Paris) war ein französischer Politiker.

## Leben
Oscar Bardi de Fourtou stammte aus einer großbürgerlichen Familie im Périgord. Er war zweimal verheiratet und Vater von sechs Kindern. Einer seiner Söhne, Albert Bardi de Fourtou, war im Zweiten Weltkrieg in der Armée secrète aktiv und wurde am 13. März 1945 im KZ Neuengamme hingerichtet.
Er arbeitete zunächst als Rechtsanwalt und Unterpräfekt des Zweiten Kaiserreichs in seiner Heimatstadt. 1871 wurde de Fourtou dort in die Nationalversammlung gewählt und schloss sich den Monarchisten an.
Von Dezember 1872 bis Mai 1873 war er Minister für öffentliche Arbeiten, von November 1873 bis Mai 1874 Minister für Unterricht und Religion und von Mai bis Juli 1874 Minister des Innern. In diesen Ämtern erwies er sich als klerikaler Bonapartist, der die Ultramontanen nach Kräften förderte und die Liberalen mit scharfen Maßnahmen verfolgte. Er stimmte gegen die Verfassung der Republik und gehörte, als er 1876 in die Abgeordnetenkammer gewählt wurde, zu den eifrigsten klerikalen Reaktionären.
Nach der Entlassung des Kabinetts Simon am 16. Mai 1877 übernahm er im Kabinett Broglie das besonders wichtige Innenministerium, für das er durch seine rücksichtslose und entschlossene Tatkraft besonders geeignet war. Während er am 16. Juni in der Kammer erklärte, er verteidige die glorreichen Prinzipien von 1789 gegen die verbrecherischen von 1793, eröffnete er nach der Auflösung der Kammer einen Feldzug gegen die republikanische Partei, wie es ihn im Kaiserreich nicht schlimmer gegeben hatte: 50 Präfekten und 150 andere hohe Beamte wurden abgesetzt oder versetzt, die Zensur wieder eingeführt, und alle Lokale und Geschäfte, welche die sie auslegten, geschlossen.
Über 3000 Anzeigen wegen Pressevergehen oder Vergehen wider die Ordnung wurden bekannt und in einem besonderen Blatt („Bulletin des Communes“) wurden alle Gegner der Regierung verleumdet und beschimpft. Aber alles dies half nichts; die Regierung verlor sowohl bei den Deputiertenwahlen am 14. Oktober als auch bei den Generalratswahlen am 4. November und Fourtou musste am 20. November mit dem gesamten Kabinett zurücktreten.